# Sarkis Balyan
Sarkis Balyan in armeno Սարգիս Պալեան? (Costantinopoli, 1835 – Costantinopoli, 1899) è stato un architetto ottomano di etnia armena, membro della famiglia Balyan.

## Biografia
Nacque nel 1835, secondo figlio di Garabet Amira Balyan. Nel 1843 seguì a Parigi suo fratello maggiore Nigoğayos.  Dovette tornare a Istanbul nel 1845 a causa della cagionevole salute del fratello. Nel 1847, tornò a studiare architettura a Parigi al Collège Sainte-Barbe, lasciato due anni prima. Dopo tre anni, entrò all'Accademia di Belle Arti.
Al suo ritorno a Costantinopoli, iniziò a lavorare con suo padre e suo fratello Nigoğayos. Dopo la morte di questi ultimi, continuò la sua carriera con suo fratello minore, Hagop. Sarkis ottenne una fama maggiore rispetto ad Hagop, in quanto fu il costruttore delle strutture progettate da suo fratello. Sarkis è quindi conosciuto come l'architetto di molti e importanti edifici turchi.
Descritto come un lavoratore veloce e prolifico, la sua vita professionale venne interrotta nel 1875 dalla morte di Hagop e dalla salita al trono dell'Impero Ottomano del sultano Abdul Hamid II. A causa di accuse politiche, venne esiliato in Europa per 15 anni. Alla fine tornò in Turchia, grazie all'intercessione di Hagop Kazazian Pascià, influente funzionario del governo, anch'egli di etnia armena.

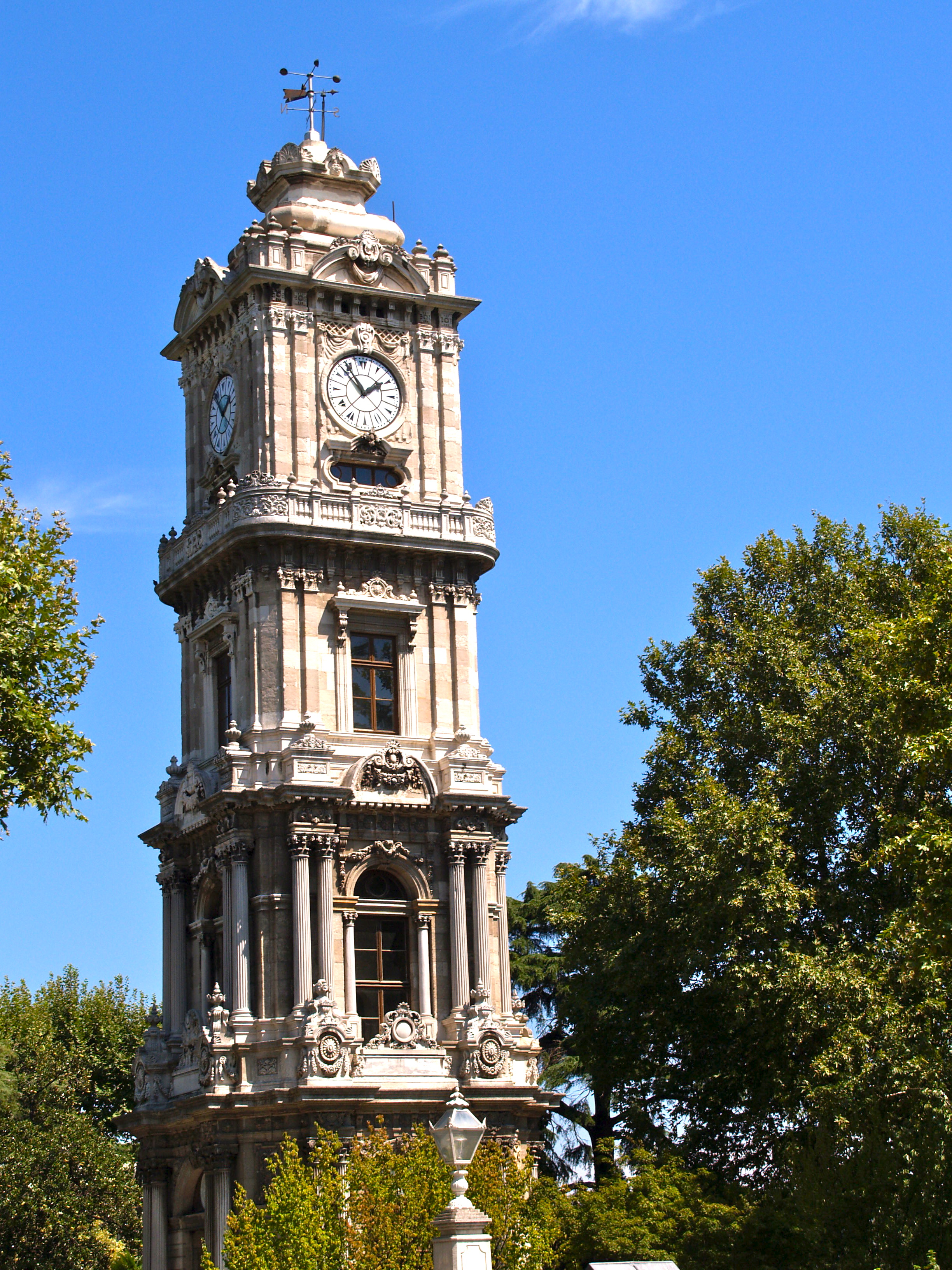

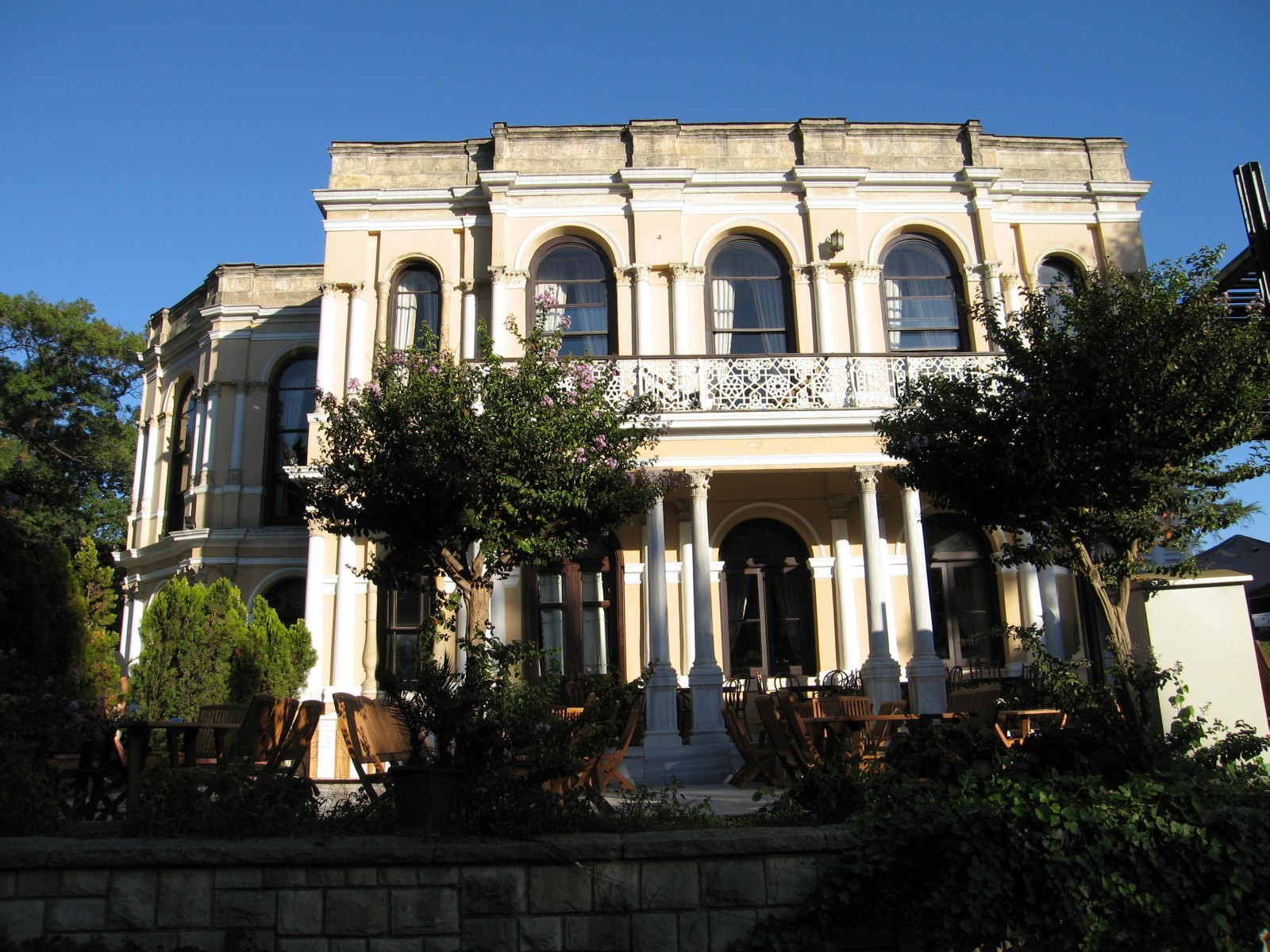

Interessato a tutti i rami delle belle arti, sostenne scrittori, musicisti e attori teatrali armeni. Era inoltre un membro dell'Assemblea del Patriarcato Armeno.
Sarkis fu insignito del titolo di Ser Mimar (capo architetto dell'impero ottomano).

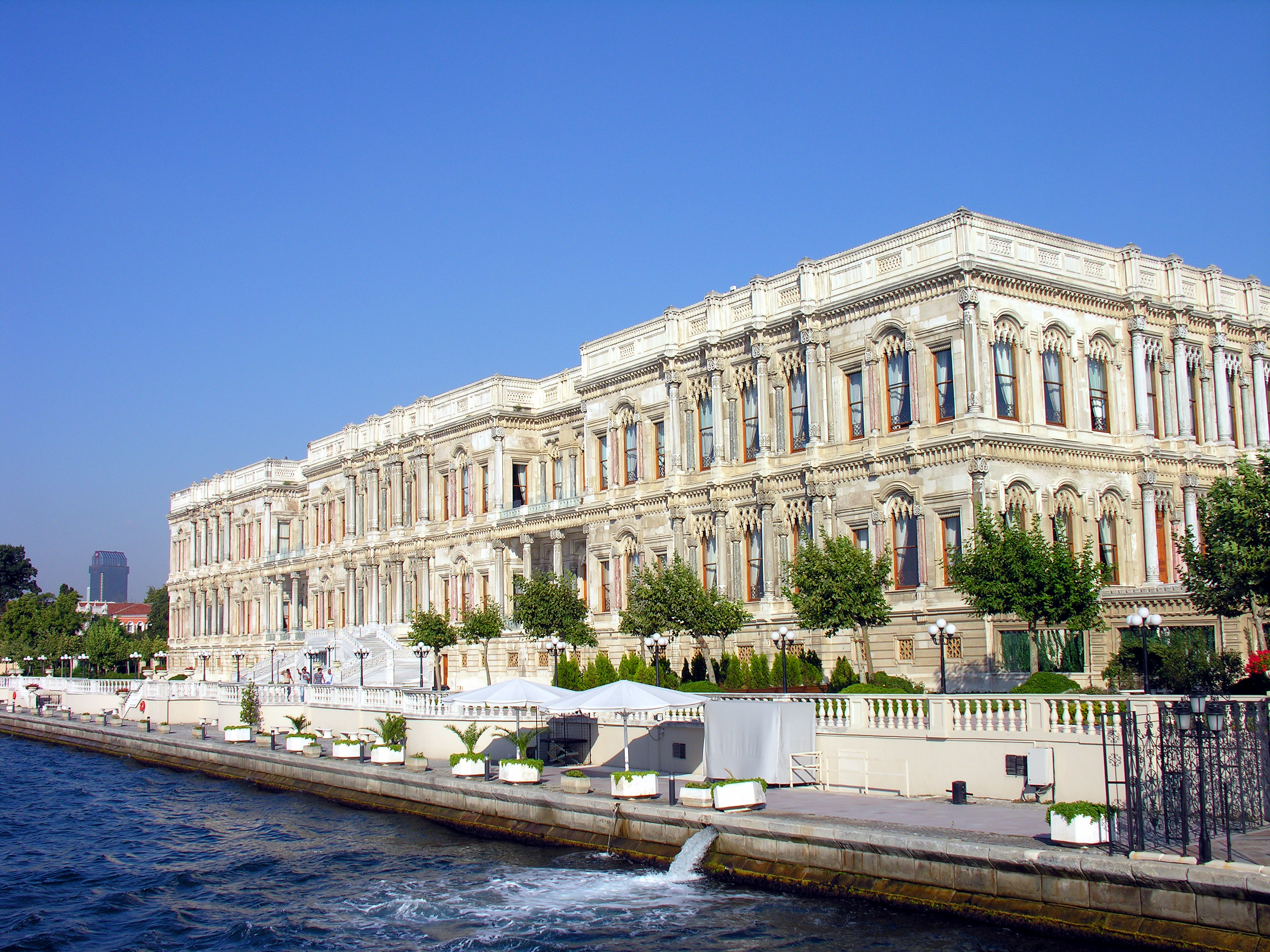

Morì nel 1899 a Costantinopoli.

## Opere principali
Le principali opere di Sarkis includono:
- Palazzo di Beylerbeyi, in collaborazione con suo padre Garabet Balyan (1861-1865).
- Il Chiosco di Malta (Malta Köşkü) e il Padiglione Şale (Şale Kasrı), padiglioni all'interno del Palazzo di Yıldız (1870).
- Le aggiunte al Palazzo di Çırağan (1863-1871).
- La torre dell'orologio del Palazzo di Dolmabahçe (Dolmabahçe Saat Kulesi).
- Il Ministero della Guerra, ora sede del Campus dell'Università tecnica di Istanbul.
- La Scuola Imperiale di Medicina (Mekteb-i Tıbbiye), ora sede del Liceo Galatasaray.
- Arsenale di Maçka (Maçka Silahhanesi), oggi sede della Facoltà di Ingegneria Minieraria dell'Università Tecnica di Istanbul.